# Maurice Delplanck
Maurice Delplanck war ein belgischer Ruderer.

## Biografie
Maurice Delplanck nahm an den Olympischen Sommerspielen 1928 in Amsterdam teil. Er startete mit Theo Wambeke, Alphonse De Wette, Charles Van Son und Jean Bauwens in der Vierer mit Steuermann-Regatta. Die Crew schied im Viertelfinale aus.